# Michaela, hraběnka pařížská
Micaela Ana María Cousiñová y Quiñonesová de León (30. dubna 1938, Vichy – 13. března 2022, Paříž) byla chilsko-španělská šlechtična a druhá manželka Jindřicha, hraběte pařížského, orleánského pretendenta francouzského trůnu od roku 1999 až do jeho smrti v roce 2019.

## Mládí
Micaela Ana María Cousiñová y Quiñonesová de León se narodila 30. dubna 1938 ve Vichy v Allier ve Francii. Byla dcerou Luise Maximiliana Cousiña y Sébireho, dědice jednoho z největších rodinných jmění v Chile, pocházejícího z 18. století, a jeho manželky Antonie Quiñonesové de Léon y Bañuelos, 4. markýzy ze San Carlos.

## Kariéra
Micaela Cousiñová začala svou kariéru v rádiu ve Francii. Později pracovala pro tiskovou agenturu. Od roku 1978 do května 1981 byla odpovědná za komunikaci ministra a vrchních členů kabinetu tehdejšího vládního ministra Raymonda Barreho. V roce 1982 také rok pracovala jako zaměstnankyně Asociace pro výzkum rakoviny.
Od té doby, co se její zesnulý manžel postavil do čela královského rodu Orléans se zapojila do rodinných aktivit a spolu s dalšími členy královské rodiny de iure se účastnila mnoha akcí.

## Manželství a děti
Micaela Cousiñová se vdávala dvakrát. Poprvé se v roce 1961 provdala za Jeana-Roberta Bœufa, se kterým měla syna, Alexise Bœufa. Podruhé se v roce 1984 provdala za Jindřicha d'Orléans, hraběte pařížského, se kterým nezplodila žádné potomky.
Jindřich d'Orléans, hrabě z Clermontu, a Micaela se vzali během občanského obřadu v roce 1984. Tato svatba se odehrála bez souhlasu Jindřichova otce, tehdejší hlavy rodu Orleáns, který původně prohlásil Jindřicha za vyděděného.
Napětí se po několika letech zmírnilo a 7. března 1991 hrabě z Paříže znovu prohlásil Jindřicha za dědice a hraběte z Clermontu.
Michaela zemřela 13. března 2022 ve věku 83 let v Paříži.

## Předkové
|                                         |                                                                     |  |                                |                           |  |  |  |  |  |  |  | Matias Cousiño |
|                                         |                                                                     |  |                                |                           |  |  |  |  |  |  |  |                |
|                                         | Luis Cousiño Squella                                                |  |                                |                           |  |  |  |  |  |  |  |                |
|                                         |                                                                     |  |                                |                           |  |  |  |  |  |  |  |                |
|                                         |                                                                     |  |                                | Loreto Squella Lopetegui  |  |  |  |  |  |  |  |                |
|                                         |                                                                     |  |                                |                           |  |  |  |  |  |  |  |                |
|                                         | Luis Alberto Cousiño Goyenechea                                     |  |                                |                           |  |  |  |  |  |  |  |                |
|                                         |                                                                     |  |                                |                           |  |  |  |  |  |  |  |                |
|                                         |                                                                     |  |                                | Ramón de Goyenechea Gallo |  |  |  |  |  |  |  |                |
|                                         |                                                                     |  |                                |                           |  |  |  |  |  |  |  |                |
|                                         | Isidora Goyenecheová Gallová                                        |  |                                |                           |  |  |  |  |  |  |  |                |
|                                         |                                                                     |  |                                |                           |  |  |  |  |  |  |  |                |
|                                         |                                                                     |  |                                | Luz Gallová Zavalová      |  |  |  |  |  |  |  |                |
|                                         |                                                                     |  |                                |                           |  |  |  |  |  |  |  |                |
|                                         | Luis Maximiliano Cousiño Sebire                                     |  |                                |                           |  |  |  |  |  |  |  |                |
|                                         |                                                                     |  |                                |                           |  |  |  |  |  |  |  |                |
|                                         |                                                                     |  |                                |                           |  |  |  |  |  |  |  |                |
|                                         |                                                                     |  |                                |                           |  |  |  |  |  |  |  |                |
|                                         | Amable François Sebire                                              |  |                                |                           |  |  |  |  |  |  |  |                |
|                                         |                                                                     |  |                                |                           |  |  |  |  |  |  |  |                |
|                                         |                                                                     |  |                                |                           |  |  |  |  |  |  |  |                |
|                                         |                                                                     |  |                                |                           |  |  |  |  |  |  |  |                |
|                                         | Marie Louise Sebirová                                               |  |                                |                           |  |  |  |  |  |  |  |                |
|                                         |                                                                     |  |                                |                           |  |  |  |  |  |  |  |                |
|                                         |                                                                     |  |                                |                           |  |  |  |  |  |  |  |                |
|                                         |                                                                     |  |                                |                           |  |  |  |  |  |  |  |                |
|                                         | Marie Diotová                                                       |  |                                |                           |  |  |  |  |  |  |  |                |
|                                         |                                                                     |  |                                |                           |  |  |  |  |  |  |  |                |
|                                         |                                                                     |  |                                |                           |  |  |  |  |  |  |  |                |
|                                         |                                                                     |  |                                |                           |  |  |  |  |  |  |  |                |
| Micaela Cousiñová y Quiñonesová de León |                                                                     |  |                                |                           |  |  |  |  |  |  |  |                |
|                                         |                                                                     |  |                                |                           |  |  |  |  |  |  |  |                |
|                                         |                                                                     |  | José Vigil de Quiñones de León |                           |  |  |  |  |  |  |  |                |
|                                         |                                                                     |  |                                |                           |  |  |  |  |  |  |  |                |
|                                         | Cayo Quiñones de León y Santalla                                    |  |                                |                           |  |  |  |  |  |  |  |                |
|                                         |                                                                     |  |                                |                           |  |  |  |  |  |  |  |                |
|                                         |                                                                     |  |                                |                           |  |  |  |  |  |  |  |                |
|                                         |                                                                     |  |                                |                           |  |  |  |  |  |  |  |                |
|                                         | Fernando Juan José Quiñones de León y de Francisco-Martín           |  |                                |                           |  |  |  |  |  |  |  |                |
|                                         |                                                                     |  |                                |                           |  |  |  |  |  |  |  |                |
|                                         |                                                                     |  |                                |                           |  |  |  |  |  |  |  |                |
|                                         |                                                                     |  |                                |                           |  |  |  |  |  |  |  |                |
|                                         | Doña Ana de Francisco-Martin, 1.Marquésa de San Carlos              |  |                                |                           |  |  |  |  |  |  |  |                |
|                                         |                                                                     |  |                                |                           |  |  |  |  |  |  |  |                |
|                                         |                                                                     |  |                                |                           |  |  |  |  |  |  |  |                |
|                                         |                                                                     |  |                                |                           |  |  |  |  |  |  |  |                |
|                                         | Antonia Maria Quiñones de Léon y Bañuelos, 4.Marquesa de San Carlos |  |                                |                           |  |  |  |  |  |  |  |                |
|                                         |                                                                     |  |                                |                           |  |  |  |  |  |  |  |                |
|                                         |                                                                     |  |                                |                           |  |  |  |  |  |  |  |                |
|                                         |                                                                     |  |                                |                           |  |  |  |  |  |  |  |                |
|                                         | Don Miguel de Bañuelos, Conde de Bañuelos                           |  |                                |                           |  |  |  |  |  |  |  |                |
|                                         |                                                                     |  |                                |                           |  |  |  |  |  |  |  |                |
|                                         |                                                                     |  |                                |                           |  |  |  |  |  |  |  |                |
|                                         |                                                                     |  |                                |                           |  |  |  |  |  |  |  |                |
|                                         | Doña Antonia de Bañuelos y Thorndike, Condesa de Bañuelos           |  |                                |                           |  |  |  |  |  |  |  |                |
|                                         |                                                                     |  |                                |                           |  |  |  |  |  |  |  |                |
|                                         |                                                                     |  |                                | Charles Thorndike         |  |  |  |  |  |  |  |                |
|                                         |                                                                     |  |                                |                           |  |  |  |  |  |  |  |                |
|                                         | Mary Adeline Thorndike                                              |  |                                |                           |  |  |  |  |  |  |  |                |
|                                         |                                                                     |  |                                |                           |  |  |  |  |  |  |  |                |
|                                         |                                                                     |  |                                | Mary Martha Purnell       |  |  |  |  |  |  |  |                |
|                                         |                                                                     |  |                                |                           |  |  |  |  |  |  |  |                |